# 大和田駅 (大阪府)

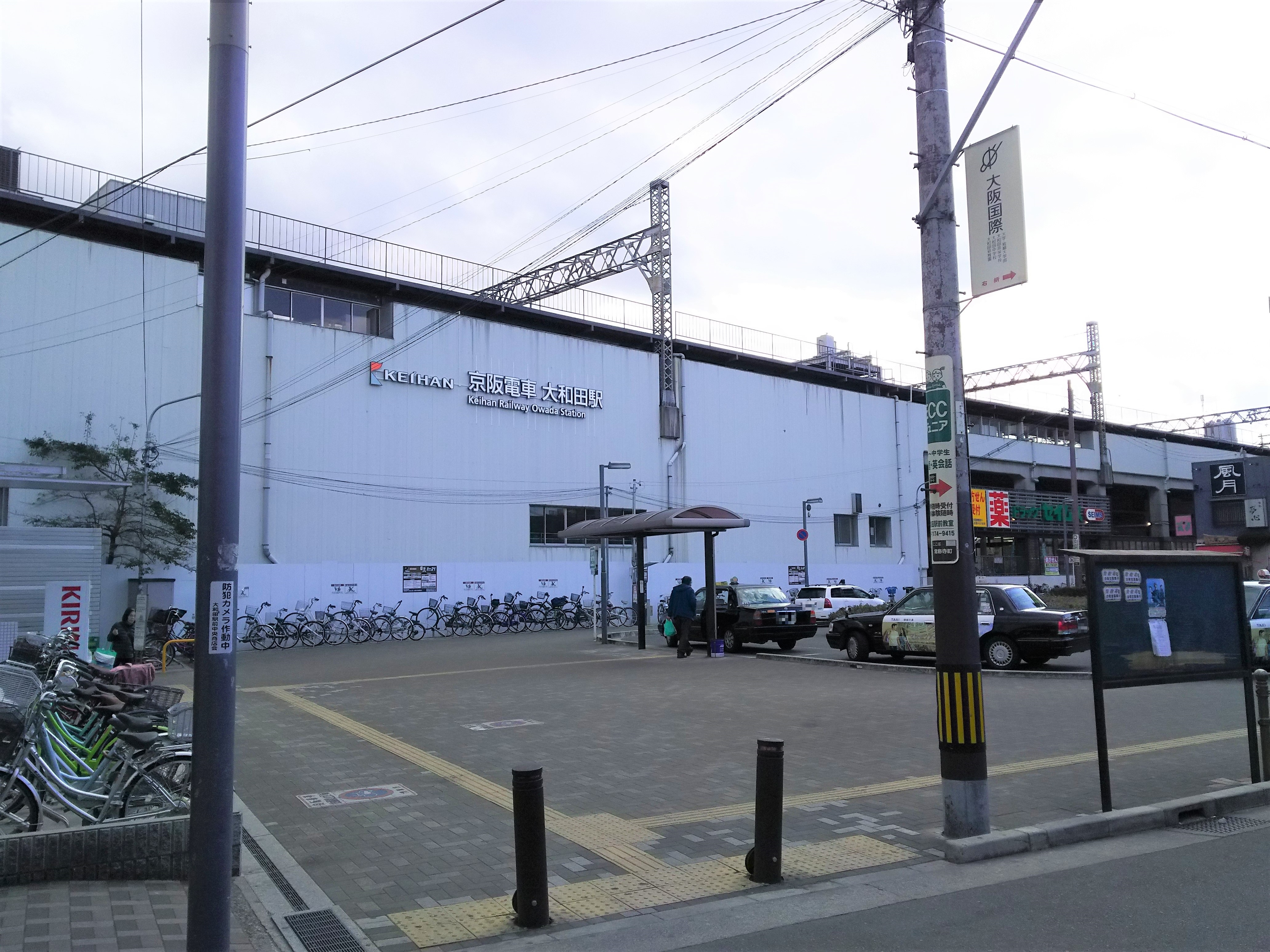
北側駅舎（2017年3月）

大和田駅（おおわだえき）は、大阪府門真市常称寺町にある、京阪電気鉄道京阪本線の駅。駅番号はKH15。

## 歴史
約1600年前、淀川の分流であった古川の洪水から集落を守るため、仁徳天皇の命によって築かれた茨田堤（まんだのつつみ）があり「日本最古の治水工事」とも言われ大阪府の史跡に指定されている茨田堤跡がある。京阪線が開通時は併用軌道であった。1931年（昭和6年）7月に新設軌道に改修され翌1932年（昭和7年）に大和田駅は開設された。
1952年（昭和27年）に列車増発のために待避線が建設された。高架化工事が始まるまでの線路配線は京都行きは外側が本線、内側が待避線・大阪行きは内側が本線、外側が待避線という変則的な配線（現在の香里園駅と同じ配線）で、当駅での折り返し列車の設定がされるなど拠点駅となっていた。
1963年（昭和38年）4月・橋上駅舎の建設の基礎工事中に地下2mより20.5cm～26.5cmの小型銅鐸3ヶが出土、銅鐸が平地で出土した例はほとんど無く、詳しく調査され「大和田遺跡」として文化財登録がされる。現在、出土した銅鐸は東京国立博物館に保管されている。
1972年（昭和47年）に土居駅～寝屋川信号所までの高架複々線化工事の着工進展に伴い、1974年9月京都行きホームが北側(淀川より)に移設・続けて同年12月大阪行きホームも移設して「中央に通過線を持つ4線相対式ホーム2面の駅」になり旧駅跡では高架工事が本格化。1978年、複々線高架駅化された。
高架工事竣工後は、高架下にショッピングゾーン・エル大和田や駐輪場が造られフレスト大和田店が開業。2009年には駅にバリアフリー対策として車イス対応のエレベーター、オムツ交換台を備え車イス使用者・オストメイトにも対応した多目的トイレも設置された。

### 年表
- 1932年（昭和7年）10月4日：京阪本線の古川橋 - 萱島間に新設開業[5]。
- 1943年（昭和18年）10月1日：会社合併により京阪神急行電鉄（現・阪急電鉄）の駅となる。
- 1949年（昭和24年）12月1日：会社分離により京阪電気鉄道の駅となる。
- 1952年（昭和27年）5月1日：待避線が完成し島ホーム2面の緩急接続可能な駅になる[6]。
- 1963年（昭和38年）
  - 4月：橋上駅化工事現場の地下より小型銅鐸が発見される、のちに「大和田遺跡」と登録される[3]。
  - 5月15日：橋上駅舎が竣工[7]。
- 1969年（昭和44年）8月10日：列車接近自動放送装置を新設、使用開始[8]。
- 1974年（昭和49年）
  - 8月17日： 駅構内地下道が竣工、使用開始[7]。
  - 9月 - 12月：高架化工事に伴い移設仮駅化、中央に通過線を持つ4線相対式ホーム2面の駅となる[2]。
- 1977年（昭和52年）7月24日：下り線（大阪行き）の通過線と待避線が高架化、待避側のみホームが設けられる[2]。
- 1978年（昭和53年）7月30日：上り線（京都行き）の通過線と待避線が高架化、待避側のみホームが設けられる。これで中央に通過線を持つ4線相対式ホーム2面の高架駅となる[2]。
- 1980年（昭和55年）
  - 2月3日：上り線（京都行き）が2線化される（京都行き2線・大阪行き1線）[2]。
  - 3月16日：門真市駅-萱島駅間が高架複々線化[2]。
- 1986年（昭和61年）8月22日：高架下に「エル大和田」開業[4](エル大和田の中に「銅鐸出土の記念碑」建立)。
- 1994年（平成6年）7月1日：ホームの待合室冷房化[9]。
- 1998年（平成10年）
  - 3月30日：「コンビニ3号店」『アンスリー大和田店』オープン[4]。
  - 日時不明：駅構内に住友銀行がATMを設置[10]。
- 2002年（平成14年）
  - 5月1日：駅大阪側の高架下に「大和田駅西駐輪場」を新設[11]。
  - 7月1日：駅京都側の高架下に「大和田駅東駐輪場」を新設[12]。
- 2007年（平成19年）9月26日：高架下にスーパーマーケット『フレスト大和田』オープン[13]。
- 2008年（平成20年）
  - 4月12日：ホームに1.2番線表示される。
  - 12月15日：ホームに異常通報ボタンを設置、運用開始。
- 2009年（平成21年）1月30日：身障者対応エレベーター・オストメイト対応の多目的トイレ設置[14]。
- 2010年（平成22年）10月22日：『フレスト大和田』閉店[13]。
- 2012年（平成24年）11月11日 - 12月17日：老朽化したエスカレーターの更新工事のためエスカレーターの使用停止[15]
- 2014年（平成26年）8月30日：駅前ロータリーに機械式駐輪場「エコステーション21京阪大和田駅北」が開設[16]。
- 2018年（平成30年）9月27日：改札内のコンビニ「アンスリー」にネスレ日本との共同で『ネスカフェ スタンド』が開設[17]

## 駅構造
通過線2本を挟んだ相対式2面2線のホームを持つ高架駅である。改札・コンコースは2階、ホームは3階にある。改札口は1ヶ所のみ。改札内にコンビニ（アンスリー）があり、2018年9月にネスカフェスタンドが併設されイートインスペースが設けられた。
高架複々線化が完成するまでは、上下本線のほかに上下副本線（待避線）・引上線を持つ、追い抜き・折返し可能の橋上駅であった。実際、1963年の淀屋橋駅開業前後までは一部時間帯で当駅折り返し列車も存在した（折返線撤去時に萱島まで延長）。なお、高架化に伴う仮駅時代は、待避線のみに相対式ホームがある「新幹線型」の配線であった。
改札を出て正面には、高架下の空間を利用した「エル大和田」（宝石店、飲食店、薬局、書店、携帯電話ショップ、100円ショップなど）がある。
改札を出て右手の出口（南口）は京阪バスのバスターミナル（規模はバス3台の乗り場あり）になっており、左手の出口（北口）周辺は商店街やタクシー乗り場などがある。駐輪場は大阪方面、京都方面の各高架下にある。以前は無料であったが2002年頃から実施されたタクシー乗り場拡張工事時より有料化された。現タクシー乗り場の大半は駐輪場であった。駐輪場から駅までは少し距離があるということもあり、無料であった頃から上記の北口付近は駅利用者が放置する自転車が非常に多い。
2009年1月、バリアフリー対策として、各階を結ぶエレベーターが設置・オストメイト対応の多目的トイレ設置された（ほかにも改札・コンコースの2階とホームの3階を結ぶエスカレーターは以前から設置されている）。また、1番出口にもスロープが設置された。

### のりば
| 番線 | 路線      | 方向 | 行先                 |
| ---- | --------- | ---- | -------------------- |
| 1    | ■京阪本線 | 上り | 三条・出町柳方面     |
| 2    | ■京阪本線 | 下り | 淀屋橋・中之島線方面 |

付記事項
- 両ホームとも有効長は8両。1・2番線の間に通過線（A線）がある。通過線にホームはなく、複々線の外側2線（B線）にのみホームがある。
- 接近放送は主要駅並みに細かい内容となっており、2008年4月より番線表示が付与された。

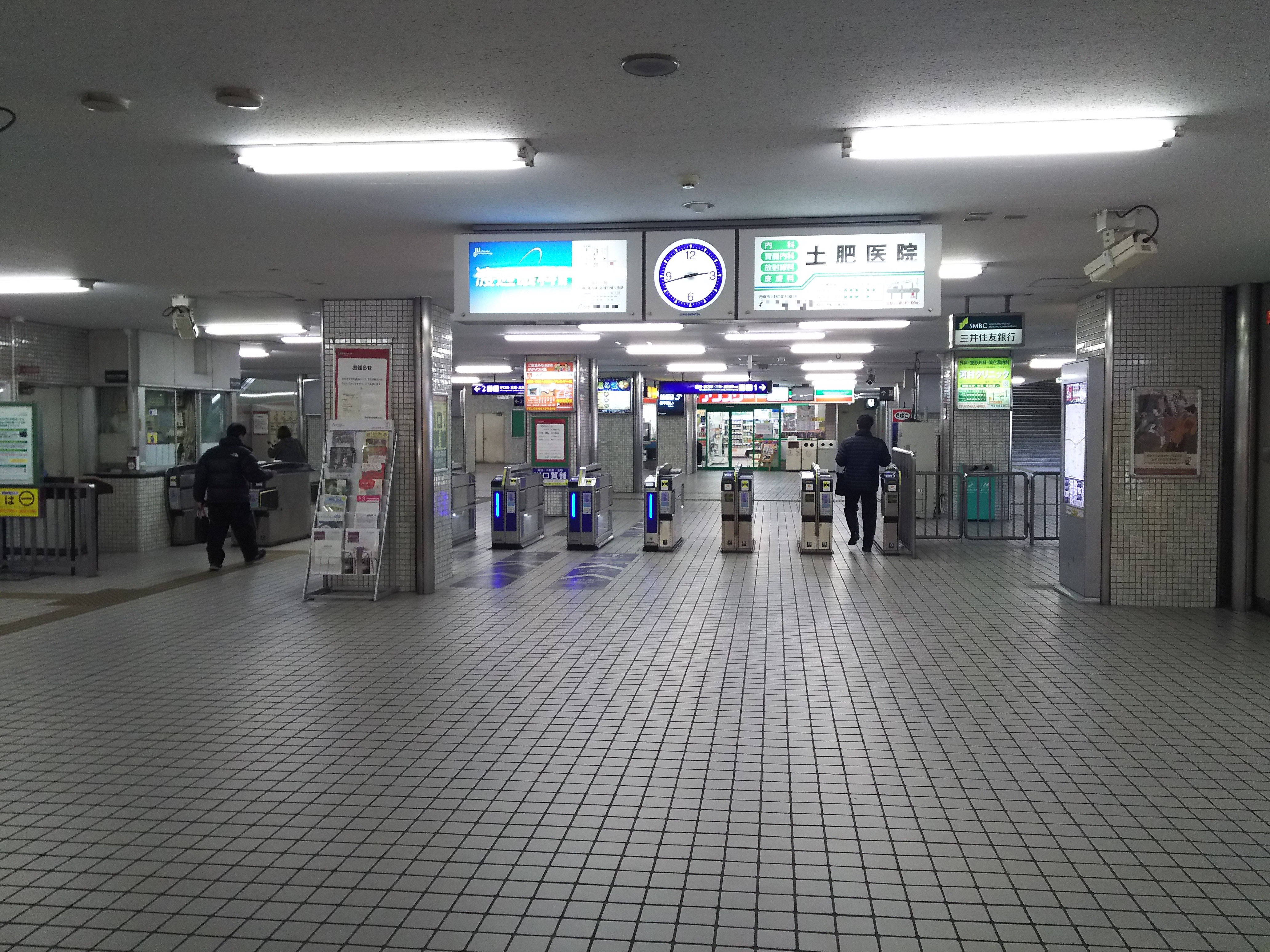
改札口（2017年3月）
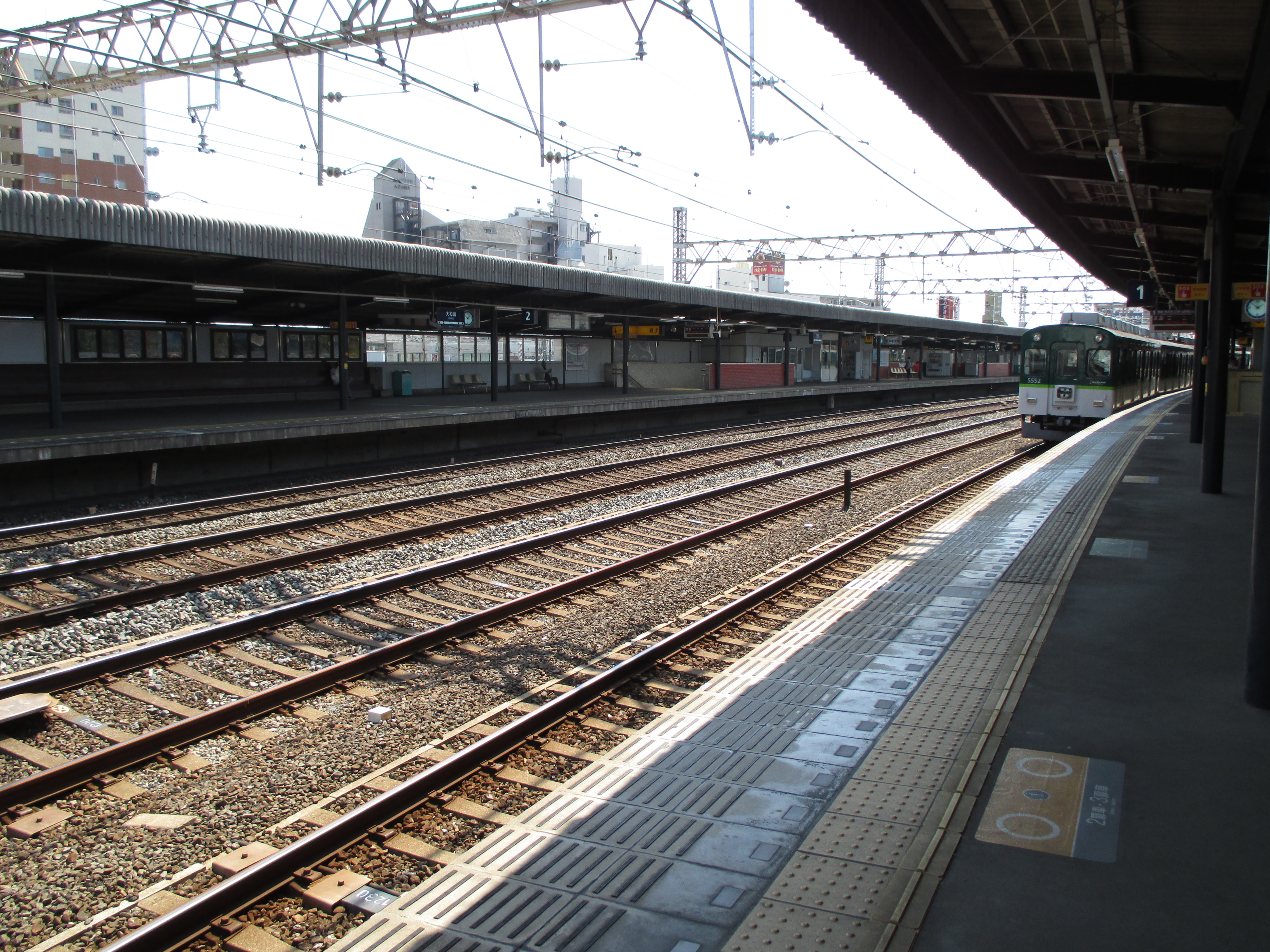
ホーム（2013年4月）
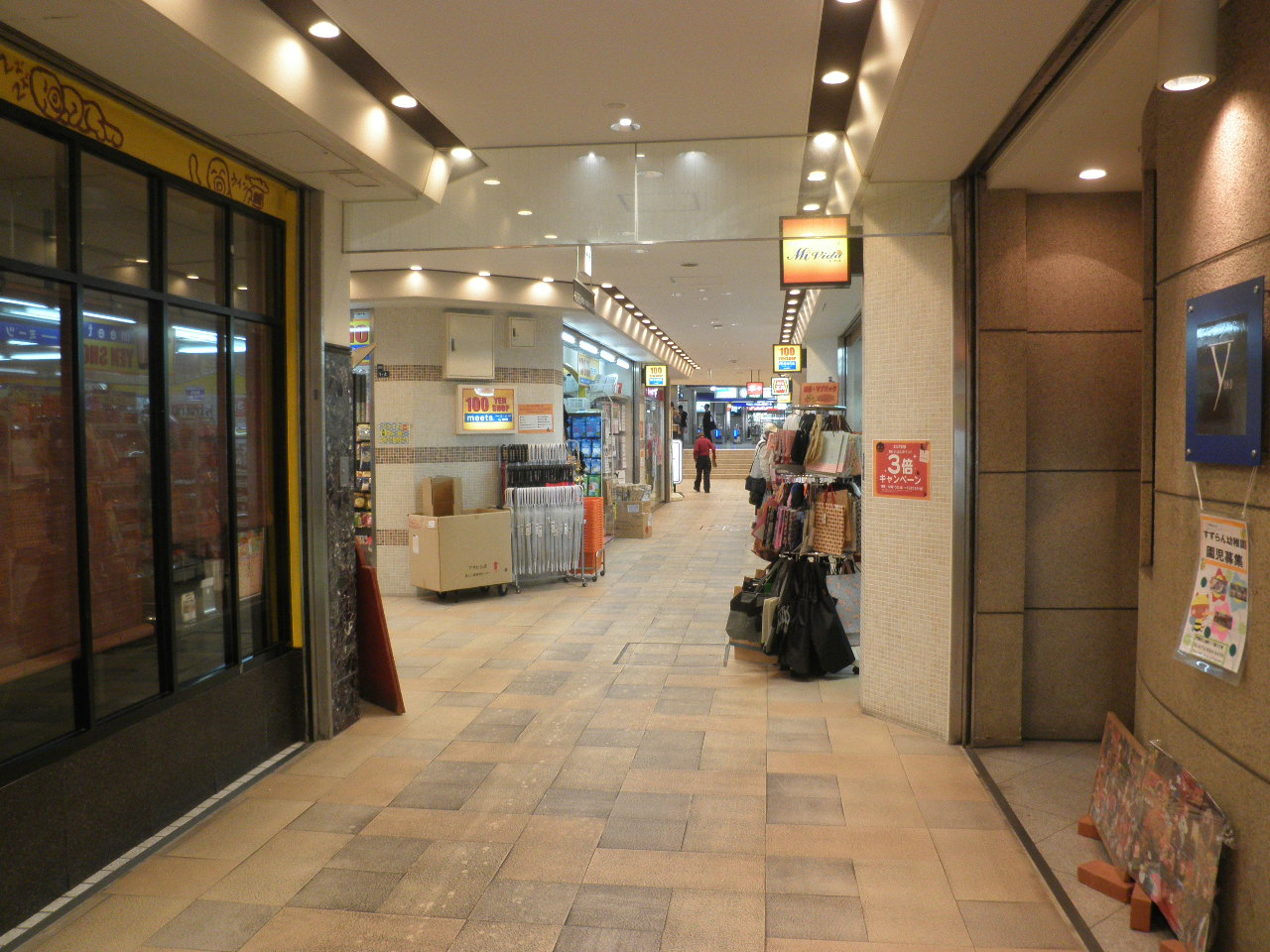
エル大和田（2014年10月）

## 特徴

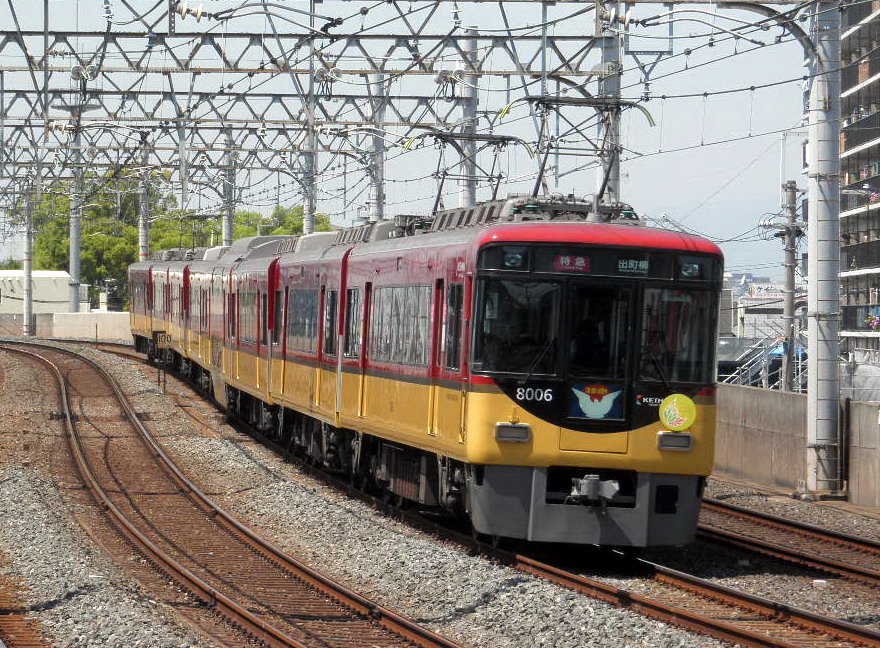
大和田駅を通過する8000系特急

ホーム全体が緩やかなカーブの中に設置されていて、淀屋橋方面に向かって線路がS字を描いている形状となっており、準急以上の優等列車がA線のコーナーを100 km/h前後で通過する。大阪方面ホームの淀屋橋寄りは京阪電車の有名撮影地となっているため、臨時列車などが走行する時は多数の鉄道ファンが訪れる。近隣の他の駅と異なり、大阪方面ホーム・京都方面ホームともその位置には屋根がなく、また列車も停車しない（8両編成の列車も、屋根のある位置だけに停車する）。

## 利用状況
2022年（令和4年）度の特定日における1日の乗降人員は17,126人である。
各年度の特定日における1日乗車・乗降人員数は下表の通り。
| 年度   | 特定日   | 特定日   | 出典   |
| 年度   | 乗降人員 | 乗車人員 | 出典   |
| ------ | -------- | -------- | ------ |
| 1995年 | 39,753   | 19,937   | [ 19 ] |
| 1996年 | -        | -        | [ 20 ] |
| 1997年 | -        | -        | [ 21 ] |
| 1998年 | 34,184   | 17,516   | [ 22 ] |
| 1999年 | -        | -        |        |
| 2000年 | 32,535   | 16,300   | [ 23 ] |
| 2001年 | -        | -        |        |
| 2002年 | 30,117   | 15,039   | [ 24 ] |
| 2003年 | 29,053   | 14,572   | [ 25 ] |
| 2004年 | 27,674   | 13,848   | [ 26 ] |
| 2005年 | 27,244   | 13,572   | [ 27 ] |
| 2006年 | 26,798   | 13,383   | [ 28 ] |
| 2007年 | 26,182   | 13,131   | [ 29 ] |
| 2008年 | 25,614   | 12,880   | [ 30 ] |
| 2009年 | 24,650   | 12,296   | [ 31 ] |
| 2010年 | 23,752   | 11,905   | [ 32 ] |
| 2011年 | 21,876   | 10,985   | [ 33 ] |
| 2012年 | 22,471   | 11,260   | [ 34 ] |
| 2013年 | 22,219   | 11,123   | [ 35 ] |
| 2014年 | 22,176   | 11,139   | [ 36 ] |
| 2015年 | 22,318   | 11,225   | [ 37 ] |
| 2016年 | 22,330   | 11,154   | [ 38 ] |
| 2017年 | 22,184   | 11,127   | [ 39 ] |
| 2018年 | 21,675   | 10,857   | [ 40 ] |
| 2019年 | 22,252   | 11,135   | [ 41 ] |
| 2020年 | 19,243   | 9,668    | [ 42 ] |
| 2021年 | 18,297   | 9,128    | [ 43 ] |
| 2022年 | 17,126   | 8,565    | [ 44 ] |

## 駅周辺
- 大阪国際大学守口キャンパス
- 天辻鋼球製作所
- 日本郵便 門真常盤郵便局
- 関西みらい銀行門真支店
- みずほ銀行大和田出張所
- スギ薬局 大和田駅前店
- ダイエー大和田店
- 業務スーパー大和田店
- 関西スーパー京阪大和田店（2014年3月20日オープン[45]）
- 堤根神社茨田堤跡

## バス路線
駅前ロータリーに「京阪大和田駅」停留所があり、京阪バスの路線が発着する。
- 1番のりば
  - 6号経路 門真団地・御領 循環（南野口経由、門真車庫前止まりもあり）
- 2番のりば
  - 21号経路 四条畷駅行き
  - 23号経路 清滝団地行き
- 3番のりば
  - 14号経路 寝屋川市駅行き（京阪萱島駅前・高柳経由）

## その他
京阪は1952年に、当駅から分岐して森ノ宮駅との間を結ぶ10.8kmの新線の特許を申請した。これは大阪市営地下鉄4号線との間での需要を見込んだもので、後には相互乗り入れも画策されたが実現しなかった。詳細は近鉄けいはんな線#歴史を参照。

## 隣の駅
京阪電気鉄道
京阪本線
■快速特急「洛楽」・□ライナー・■特急・■通勤快急・■快速急行・■急行・■通勤準急・■準急
通過
■区間急行・■普通
古川橋駅 (KH14) - 大和田駅 (KH15) - 萱島駅 (KH16)
- 括弧内は駅番号を示す。